# Расписной спинорог
Расписной спинорог, или колючий ринекант или спинорог Пикассо (лат. Rhinecanthus aculeatus) — вид морских лучепёрых рыб семейства спинороговых.

## Описание
Тело высокое, уплощено по бокам, удлинённое. Его длина составляет 30 см. Голова имеет треугольную форму, задняя часть — овальную. Спина зеленовато-оливкового цвета, брюхо светлое, почти белое. Через глаза и жаберную крышку проходит чёрная полоса с голубыми краями. На хвостовом стебле три чёрные линии. От рта к грудным плавникам проходит ещё одна чёрная полоса. Рот жёлтый.

## Распространение
Колючий ринекант обитает в Красном море, в морях Индо-Тихоокеанской области от побережья Восточной и Южной Африки до Японии, Гавайев, острова Лорд-Хау и Туамоту и в западной Атлантике от Сенегала до Южной Африки. Он предпочитает мелководные лагуны с коралловой растительностью, песчаным и галечным дном и коралловые рифы. Рыбы живут на глубине до 5 м поодиночке или парами. Они территориальны, но иногда встречаются в больших стаях.
Рыбы защищают свою икру в высшей степени агрессивно, нападая даже на ныряльщиков и пловцов. В случае опасности могут издавать жужжащие шумы.

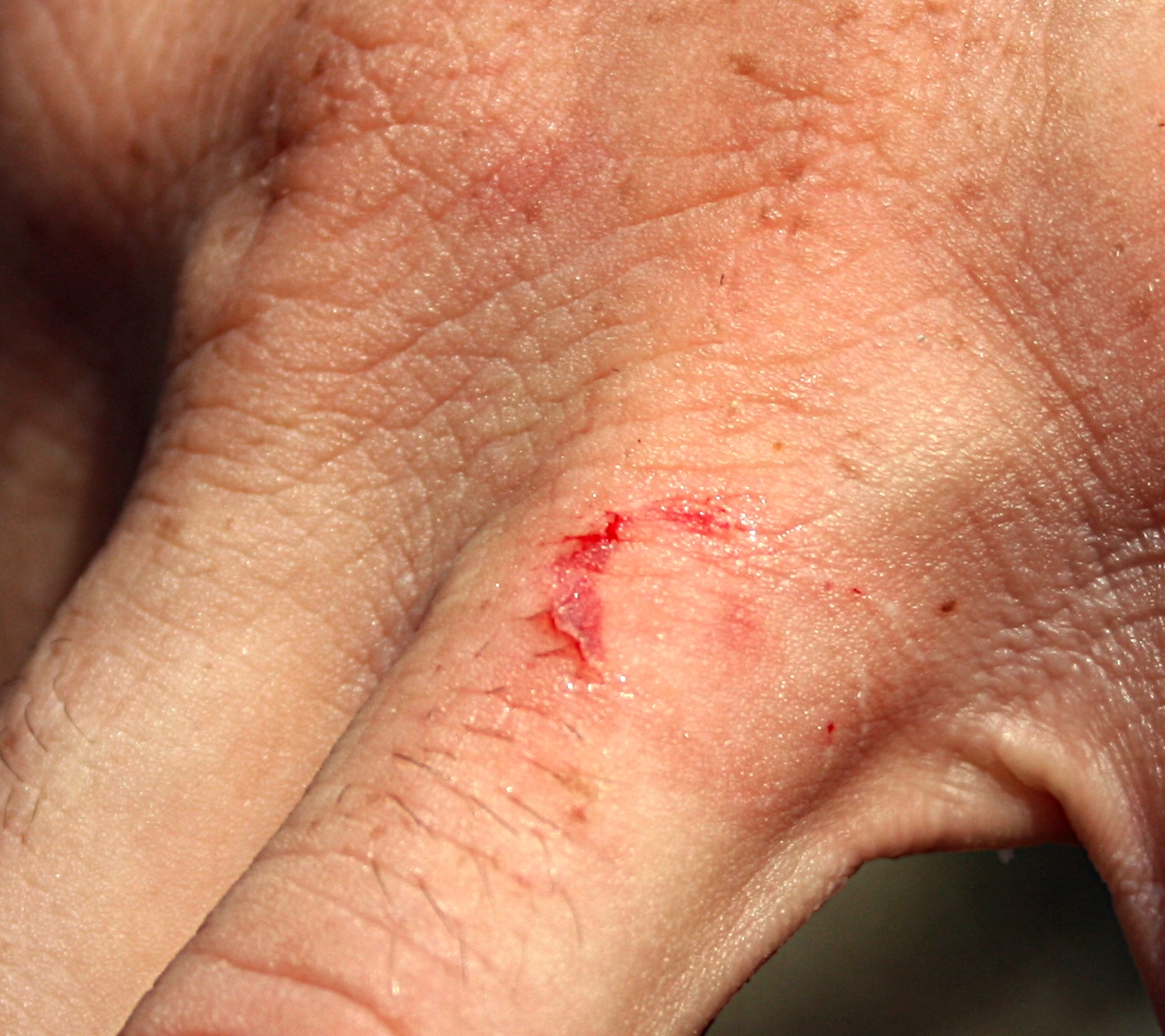
Укус расписного спинорога.

## Питание
Колючий ринекант питается различными донными беспозвоночными, такими, как черви, моллюски, морские ежи, раки, а также водорослями, фораминиферами и детритом.
Из-за своей агрессивности колючий ринекант едва ли подходит для содержания в аквариуме.
|  |  |